# ノエル＝レオン・モルガール
ノエル＝レオン・モルガール（Noël-Léon Morgard or Mauregard, 生没年未詳）は、17世紀初期のフランスにおける代表的な占星術師の一人。人気を博した反面、批判にもさらされた。
モルガールはトロワで16世紀末頃に生まれたとされるが、それ以外の経歴などは分かっていない。しかしながら、17世紀初め頃に暦書や予言書を相次いで刊行し、当時その名は代表的な占星術師の一人として認識されていた。そのことは1634年に刊行された『新たに彼岸に到着した三人のユダヤ人占星術師モルガール、プチ、ラリヴェの遭遇と難破』などの書名にも垣間見ることが出来る（これは、彼らを嘲笑する作品であるという）。
彼の著書には、ノストラダムスの六行詩集と全く同じ内容の『1600年に祝儀としてアンリ大王に献上されたノエル＝レオン・モルガール師の予言集』や、『今年1614年向けのサンチュリ』など、ノストラダムスのスタイルを強く意識したものが含まれている。後者を含んだ別の著書として『今年1614年向けの、サンチュリを付記したモルガールの予言』があるが、これに対しては、『今年1614年向けの予言に関する反モルガール』と題する反論本が出された。
彼の予言には、王家に批判的なものが含まれていたために、1614年1月にバスティーユ牢獄に投獄され、翌月、ガレー船での9年間の漕役刑を宣告されたと伝えられている。この辺りの詳細は不明だが、当時刊行された『モルガールのホロスコープ』に収録された風刺詩でも、漕役刑の刑期が9年間であることが示されている。その刑期中に没したと推測する者もいるが、定かではない。

## 書誌

### モルガールの著書
- 『1600年に祝儀としてアンリ大王に献上されたノエル＝レオン・モルガール師の予言集』（Prophéties de Maître Noël-Léon Morgard,... présentées au roi  Henry le Grand, pour ses étrennes en l'an 1600, 刊行地・刊行年の記載なし）
1605年以降の『ノストラダムス予言集』に収録された六行詩集を流用したもの。
- 『パントコスム、すなわち天文観測の普遍的用具の周知、指導および使用法』（Déclaration, instruction et usage du pantocosme ou instrument universel concernant les observations astronomiques, パリ、1612年）
- 『暦法上の1年目1613年向けの暦』（Almanach pour l’année première civile, 1613, 刊行地未詳、1612年）
- 『暦法上の2年目1614年向けの暦』（Almanach pour l'année seconde civile mil six cent quatorze, 刊行地未詳、1613年）
- 『1614年向けのモルガールのサンチュリ』（Centuriées de Morgard pour l'année 1614, 刊行地・刊行年の記載なし）
この場合「サンチュリ」は単に四行詩の換称として用いられており、彼のサンチュリは僅か7篇の四行詩で構成されているにすぎない。この小冊子はガリカ（）で見ることができる
- 『今年1614年向けの、サンチュリを付記したモルガールの予言』（Prédiction de Morgard pour la présente année M. DCXIV, avec les centuries, pour la mesme année, 刊行地・刊行年の記載なし）
- 『ノエル＝レオン・モルガールの宣言書』（Le Manifeste de Noël-Léon Morgard, パリ、1619年）
- 『ノエル＝レオン・モルガールの宣言書第二部』（Seconde partie du Manifeste de Noël-Léon Morgard, パリ、1619年）
最後の2冊では、モルガールはまだ漕役刑の刑期中でガレー船の漕役に従事していると語っている。チオラネスキュの書誌では2冊とも偽書と注記されている。

### 同時代の反論や風刺など
いずれも著書不明である。
- 『今年1614年向けの予言に関する反モルガール』（L'Anti-Morgard, sur ses prédictions de la présente année mil six cent quatorze, パリ、1614年）
- 『反モルガール、あるいは公益の亡霊』（L'Anti-Mauregard, ou le fantosme du bien public, 刊行地の記載なし、1614年）
- 『モルガールのホロスコープ』（L'Horoscope de Morgard, パリ、1614年）
- 『新たに彼岸に到着した三人のユダヤ人占星術師モルガール、プチ、ラリヴェの遭遇と難破』（Rencontre et naufrage de trois astrologues judiciaires, Mauregard, I. Petit et P. Larivey nouvellement arrivez en l'autre monde, パリ/ オータン、1634年）

### 弟子と称する者の著書
- 『20年間向けだが主として1623年向けの無謬のサンチュリと奇妙な予言を加えた、モルガールの弟子フランソワ・ラバン師の、1623年に起こる全ての事柄の真実の占星と占筮』（L'Horoscope et pronostication au vray de tout ceux qui naistront l'an 1623, avec les centuries infaillibles et prédictions estranges de maistre François Rabin, disciple de Mauregard, pour vingt années et principalement pour l'an 1623, パリ、1622年）